# Frank Wynne
Frank Wynne   (comtat de Sligo, 7 d'abril de 1962) és un traductor literari i escriptor irlandès.

## Biografia
Va treballar com a editor de còmics a Fleetway i després a Deadline Magazine, i també va treballar un temps per a AOL abans de fer-se traductor literari. Ha traduït obres de molts autors, com Michel Houellebecq, Boualem Sansal, Frédéric Beigbeder, el novel·lista Ahmadou Kourouma i el colombià Andrés Caicedo. Va guanyar el Premi Internacional de Literatura IMPAC de Dublín per Atomised, la seva traducció de Les partícules elementals de Michel Houellebecq. La seva traducció de Frédéric Beigbeder de Windows on the World, una novel·la situada a les torres bessones del World Trade Center de Nova York durant els atemptats de l'11 de setembre de 2001 va guanyar el Premi Independent de Ficció Estrangera del 2005. També ha guanyat el premi de traducció Scott Moncrieff el 2008 per la traducció des del francès i el 2012 el premi Valle Inclán per la seva traducció des del castellà.
El seu llibre Jo era Vermeer, una biografia de Han van Meegeren, fou publicada per Bloomsbury Publishing l'agost del 2008 i radialitzat per la BBC 4 a la seva secció "Llibre de la Setmana".

## Premis
- 2015: Guanyador del CWA International Dagger per la traducció de Camille de Pierre Lemaitre[1]
- 2014: Guanyador del CWA International Dagger per la traducció de The Siege d'Arturo Pérez-Reverte[2]
- 2014: Guanyador del Premi Valle-Inclán per la traducció de The Blue Hour d'Alonso Cueto[3]
- 2013: Guanyador de Junta del CWA International Dagger per la traducció d'Alex de Pierre Lemaitre
- 2012: Guanyador del Premi Valle-Inclán per la traducció de Kamchatka de Marcelo Figueras[3]
- 2008: Guanyador del Premi Scott Moncrieff per la traducció de Holiday in a Coma and Love Lasts Three Years de Frédéric Beigbeder[4]
- 2005: Guanyador del Premi Independent de Ficció Estrangera per Windows on the World de Frédéric Beigbeger
- 2002: Guanyador del Premi Internacional de Literatura IMPAC de Dublín per Atomised' de Michel Houellebecq